# Freshman
Il termine inglese freshman indica, negli Stati Uniti d'America, gli studenti al primo anno di studi, ovvero le matricole, che possono essere di high school o universitari. La parola è un portemanteau che deriva da fresh (fresco) e man (uomo), ma si rivolge per estensione anche alle donne.  Nel Regno Unito il termine più utilizzato è fresher. Ai freshmen o freshers sono spesso dedicati molti eventi, come settimane di orientamento denominate Fresher's Week, per aiutarli a ambientarsi nel loro nuovo luogo di studio e conoscere gli altri studenti.
Nello sport professionistico, in particolare, freshman indica i giocatori al primo anno di carriera. Nell'NBA, il termine è stato sostituito dalla parola rookie.